# Totma
Totma (en russe : Тотьма) est une ville de l'oblast de Vologda, en Russie, et le centre administratif du raïon de Totma. Sa population s'élevait à 9 860 habitants en 2013.

## Géographie

### Situation
Totma est arrosée par la rivière Soukhona et se trouve à 183 km au nord-est de Vologda, à 414 km au nord de Nijni Novgorod, à 561 km au nord-est de Moscou et à 692 km à l'est de Saint-Pétersbourg.

### Localités limitrophes
Totma est entouré par dix localités limitrophes, localités toutes situées sur la rive nord gauche de la Soukhona  :
- au sud se trouvent Savino (sud-ouest) et Tcherniakhovo (sud-est) ;
- à l’est se situent Malaïa Popovskaïa (est) et Piatovskaïa (nord-est) ;
- au nord, il y a Bolchaïa Semenovksaïa (nord-nord-est), Braguinskaïa (nord) et Varnitsy (nord-nord-ouest) ;
- à l’ouest se trouvent Vorluguino (nord-nord-ouest), Molokovo (nord-ouest) et Tchobotovo (ouest).

Jusqu'en 2022, il y avait des municipalités dans le raïon de Totma, avant qu'elles soient dissoutes. Toutes les localités limitrophes faisaient partie de l'établissement rural de Piatovskoïe (ru).
| Molokovo, Vorlyguino | Braguinskaïa, Varnitsy, Bolchaïa Semenovksaïa | Piatovskaïa       |
| Tchobotovo           | Totma                                         | Malaïa Popovskaïa |
| Savino               |                                               | Tcherniakhovo     |

### Climat
Totma bénéficie d'un climat tempéré continental, bien qu'il soit plus froid qu'à Moscou ou Vologda. Le mois le plus chaud de l'année est juillet avec une température moyenne de 17,2 °C tandis que le mois le plus froid est janvier avec une température moyenne de −16 °C. Les précipitations varient en fonction de la période de l'année : les pluies les plus intenses ont lieu en juillet (75,8 mm) ; à l'opposé, il ne tombe que 27 mm en février. 
- Température record la plus froide : −45,3 °C (janvier 1987)
- Température record la plus chaude : 35,2 °C (juillet 1938 et août 2010)
- Nombre moyen de jours de pluie dans l'année : 189

| Mois                                                | jan.       | fév.       | mars       | avril      | mai        | juin      | jui.      | août      | sep.      | oct.       | nov.       | déc.       | année      |
| --------------------------------------------------- | ---------- | ---------- | ---------- | ---------- | ---------- | --------- | --------- | --------- | --------- | ---------- | ---------- | ---------- | ---------- |
| Température minimale moyenne (°C)                   | −16        | −15,6      | −10,1      | −2,2       | 3,7        | 8,9       | 11,5      | 9,5       | 5         | −0,1       | −6,6       | −12,7      | −2         |
| Température moyenne (°C)                            | −12,4      | −11,6      | −5,6       | 2,4        | 9,4        | 14,7      | 17,2      | 14,6      | 8,7       | 2,3        | −4,1       | −9,7       | −2,2       |
| Température maximale moyenne (°C)                   | −9,2       | −7,8       | −1         | 7,4        | 15,1       | 20,2      | 22,7      | 20        | 13,2      | 5,1        | −1,9       | −6,9       | 6,5        |
| Record de froid (°C) date du record                 | −45,3 1987 | −42,7 1929 | −35,6 1964 | −26,3 1931 | −10,7 1918 | −3,9 1892 | −1,4 1949 | −2,2 1962 | −7 1912   | −22,2 1992 | −35,9 2010 | −45,8 1978 | −45,8 1978 |
| Record de chaleur (°C) date du record               | 4,6 2020   | 5 2020     | 15,3 2007  | 27,1 1950  | 31 1957    | 34,4 2021 | 35,2 1938 | 35,2 2010 | 28,2 1963 | 22,5 1974  | 12,6 2013  | 7,4 2008   | 35,2 2010  |
| Ensoleillement (h)                                  | 27         | 61         | 117        | 177        | 250        | 267       | 280       | 204       | 108       | 53         | 23         | 14         | 1 581      |
| Précipitations (mm)                                 | 36,8       | 27         | 30,6       | 35,3       | 47,5       | 71        | 75,8      | 67,3      | 63,2      | 57,7       | 43,2       | 39,4       | 594,6      |
| Précipitations les plus basses (mm) année du record | 6 1891     | 0,7 1984   | 3 1996     | 1 1891     | 9 1983     | 12 1999   | 9 1997    | 2 1937    | 13 2014   | 0,4 1987   | 12 1993    | 6 1890     | 391 1889   |
| Précipitations les plus hautes (mm) année du record | 77 1939    | 77 2002    | 89 1966    | 91 1972    | 125 1916   | 193 1978  | 181 2023  | 183 1978  | 144 1936  | 140 2019   | 115 1928   | 93 1965    | 875 1978   |
| Record de pluie en 24 h (mm) date du record         | 17 2016    | 16 1998    | 21 1925    | 29 1927    | 51 1898    | 69 1978   | 79 2007   | 66 2004   | 49 1933   | 43 1930    | 33 1927    | 22 1932    | 79 2007    |
| Nombre de jours avec précipitations                 | 20,4       | 16,3       | 15,3       | 11,9       | 12,7       | 14,2      | 13,5      | 14,1      | 15,8      | 17,2       | 18,2       | 19,9       | 189,5      |

| Diagramme climatique                                  |             |             |             |             |           |              |           |           |             |              |               |
| J                                                     | F           | M           | A           | M           | J         | J            | A         | S         | O           | N            | D             |
| −9,2−1636,8                                           | −7,8−15,627 | −1−10,130,6 | 7,4−2,235,3 | 15,13,747,5 | 20,28,971 | 22,711,575,8 | 209,567,3 | 13,2563,2 | 5,1−0,157,7 | −1,9−6,643,2 | −6,9−12,739,4 |
| Moyennes : • Temp. maxi et mini °C • Précipitation mm |             |             |             |             |           |              |           |           |             |              |               |

## Histoire

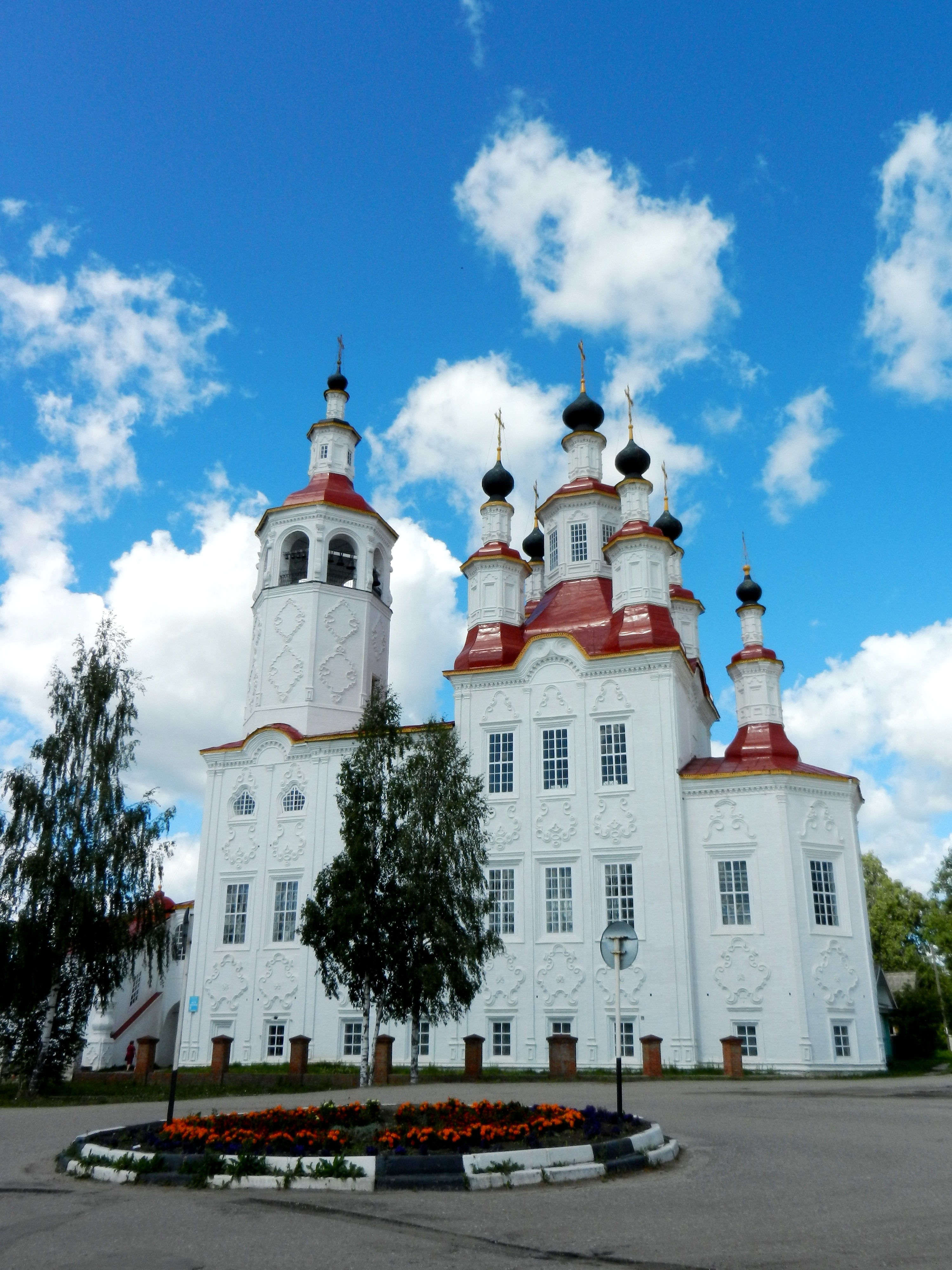
Église de l'Entrée du Christ à Jérusalem de Totma, de style baroque de Totma

La première mention de Totma dans des documents remonte à l'année 1137, sous le nom de Todma (Тодма), à l'embouchure de la rivière Totma. En 1500, à 15 km en aval de la rivière Soukhova, on découvrit des sources salées.
En 1559, ruinés par les Tatars de Kazan, les habitants s'installèrent au bord de la Soukhona, où venait d'être fondé en 1554 le monastère Spasso-Soumorine, par  saint Théodose de Totma. Ce monastère d'hommes reçut en 1555 une franchise sur la production et le commerce du sel. Près des sauneries, se développa un nouveau centre économique et administratif, Totma, qui reçut le statut de ville en 1565.
Aux XVIe et XVIIe siècles, Totma était un centre de production de sel (de 50 à 170 pouds par an) ainsi qu’un centre de transit sur la route commerciale de la mer Blanche. Aux XVIIe et XVIIIe siècles, les marchands de Totma développèrent le commerce avec la Sibérie et la ville devint un grand entrepôt de marchandises. Dans la seconde moitié du XVIIIe siècle, des marchands de Totma lancèrent des expéditions commerciales jusqu'en Alaska. Un des explorateurs de l'Amérique russe, Ivan Kouskov, natif de Totma, fonda Fort Ross, en 1812, près de la ville de San Francisco, en Californie.
La richesse de la ville dont les entreprises étaient exploitées en partie par la riche famille Stroganov lui permet de réaliser des investissements dans la construction civile et religieuse. Au début du XXe siècle, 17 églises construites dans la ville dans la plupart des styles réputés de la Russie subsistaient encore à Totma. Parmi les styles de celles-ci, le baroque de Totma lui a emprunté son nom.

## Culture locale et patrimoine

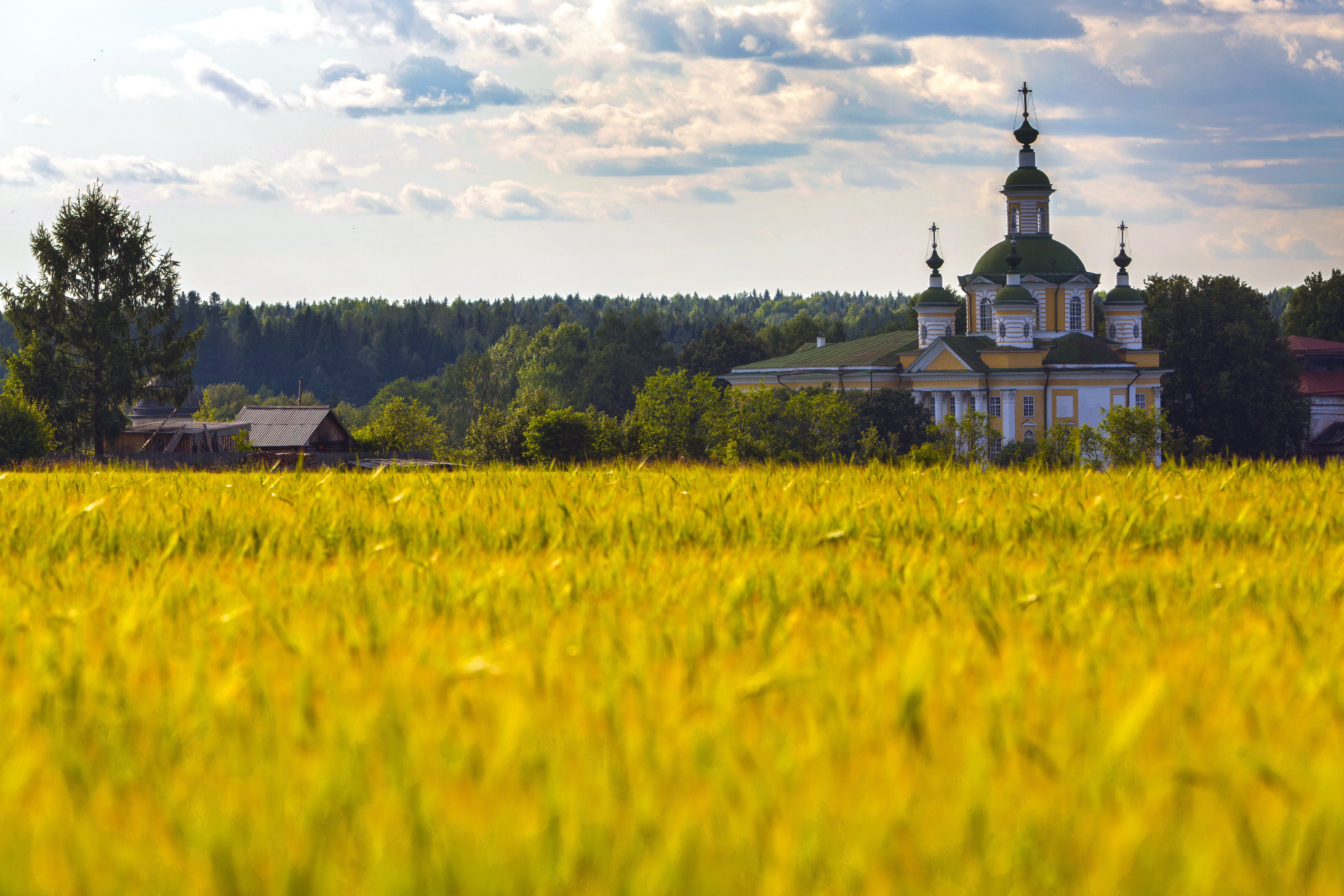
Champ à Totma.

## Population et société

### Démographie
Recensements (*) ou estimations de la population,:
| 1856  | 1897* | 1913  | 1926* | 1931  | 1939* | 1959* | 1970* |
| ----- | ----- | ----- | ----- | ----- | ----- | ----- | ----- |
| 2 900 | 4 947 | 5 400 | 5 434 | 6 000 | 6 900 | 7 929 | 8 465 |

| 1979* | 1989*  | 2002*  | 2010* | 2012  | 2013  | 2014  | 2015  |
| ----- | ------ | ------ | ----- | ----- | ----- | ----- | ----- |
| 9 336 | 10 622 | 10 531 | 9 785 | 9 872 | 9 860 | 9 862 | 9 915 |

| 2016  | 2017  | 2018  | 2019  | 2020  | 2021* | 2023  | - |
| ----- | ----- | ----- | ----- | ----- | ----- | ----- | - |
| 9 950 | 9 895 | 9 805 | 9 721 | 9 690 | 8 669 | 8 647 | - |